# Politotdel
Politotdel - Политотдел (rus) - és un khútor de la República d'Adiguèsia, a Rússia. Es troba a 14 km al nord-oest de Koixekhabl i a 43 km al nord-est de Maikop, la capital de la república. Pertany al municipi de Drujba.